# The World According to Gob
The World According to Gob è il terzo album in studio del gruppo musicale canadese Gob, pubblicato nel 2000.

## Tracce
1. For the Moment - 3:29
2. I Hear You Calling - 3:12
3. No Regrets - 2:34
4. Everyone Pushed Down - 3:07
5. Pinto - 2:38
6. Looking for California - 3:59
7. Sleepyhead - 4:01
8. Ex-Shuffle - 2:42
9. That's the Way - 2:45
10. Been So Long - 3:14
11. 144 - 3:17
12. Can I Resist - 2:30
13. Desktop Breaking - 3:02
14. Perfect Remedy - 7:37

## Formazione
- Theo - chitarra, voce (tracce 3, 8, 9, 12), cori
- Tom - chitarra, voce (1, 2, 4-7, 10, 11, 13, 14), cori
- Craig - basso, cori
- Gabe - batteria, cori
- Vasilis - cori